# Woźniki (Łosice)
Pour les articles homonymes, voir Woźniki.
Woźniki (prononciation : [vɔʑˈniki]) est un village polonais de la gmina de Łosice dans le powiat de Łosice de la voïvodie de Mazovie dans le centre-est de la Pologne.
Le village possède une population de 123 habitants en 2012.

## Histoire
De 1975 à 1998, le village appartenait administrativement à la voïvodie de Biała Podlaska.